# ساری‌کارامان (اورتاکوی)
ساری‌کارامان (به ترکی استانبولی: Sarıkaraman) یک منطقهٔ مسکونی در ترکیه است که در اورتاکوی (آق‌سرای) واقع شده‌است.